# Станіслав Кароль Лужецький
Станіслав Кароль Лужецький (пол. Stanisław Karol Łużecki; пом. 18 вересня 1686) — підляський шляхтич, подільський воєвода.

## З життєпису
1660 року призначений ротмістром козацької коругви, 1667 — послом на Сейм. Був у добрих стосунках з коронним гетьманом Дмитром Юрієм Вишневецьким. Король Міхал Корибут Вишневецький призначив його 1670 року підляським каштеляном. 21 жовтня 1671 року під Кальником брав участь у битві з козаками. 27 жовтня 1671 — надав Михайлу Ханенку гетьманські клейноди.
У липні 1672 разом з військами гетьмана Ханенка здобув перемогу під Четвертинівкою над козацькими військами Перебийноса. В битві під Ладижином зазнав значних втрат війська. Брав участь у битві під Хотином 1673 р. У 1673−1674 рр. перебував у підрозділі Яна Потоцького при облозі Кам'янця Подільського.
1683 року: брав участь в діях литовської армії в Угорщині, призначений подільським воєводою. 1686 — під час молдавського походу мав приймати присягу молдавських бояр в Яссах. 18 вересня 1686 року висланий на битву з татарами, поліг в битві під Гауром.
Лужецький був дідичем кількох поселень на Підляшші: Лужки, Рогів, «Соколовський ключ».